# Ljubečna
Ljubéčna je urbanizirano naselje s strnjeno pozidavo v Mestni občini Celje. Nahaja se v Celjski kotlini, na nekoliko dvignjeni terasi, zahodno od potoka Vzhodne Ložnice in severno od odseka avtoceste A1 Hoče–Arja vas.
V naselju je več križišč krajevnih cest. V severnem delu je ob odcepu ceste proti Šmiklavžu pri Škofji vasi nastal nov del naselja individualnih hiš z ulično zasnovo. Na Ljubečni je izvoz avtoceste, poimenovan Celje-vzhod ali Ljubečna.
Ljubečna se je močno razširila po 2. svetovni vojni, ko je velika opekarna zamenjala dotedanje kmečke poljske opekarne. Po letu 1970 so opekarno na Ljubečni razširili in posodobili ter ji pridružili opekarni v Bukovžlaku in Spodnji Hudinji. Danes je opekarna v stanju zapiranja. Vsako leto na Ljubečni poteka tekmovanje zlata harmonika.
V kraju stoji novejša župnijska cerkev sv. Jožefa delavca.

## Prebivalstvo
Etnična sestava 1991:
- Slovenci: 721 (90 %)
- Srbi: 27 (3,4 %)
- Hrvati: 19 (2,4 %)
- Muslimani: 14 (1,7 %)
- Makedonci: 1
- Neznano: 21 (2,6 %)
- Neopredeljeni: 2